# 嵬名世安
嵬名世安，西夏宗室，党项族，嵬名氏。
夏桓宗时，嵬名世安官至御史大夫。夏桓宗天庆四年（金章宗承安二年、1197年）正月，以武节大夫与宣德郎李师广出使金朝贺正旦。为官廉约清峻，不妄取丝毫，刻厉如同贫士，去世后，庐舍萧然，僅庇風雨。